# Barcelonnette

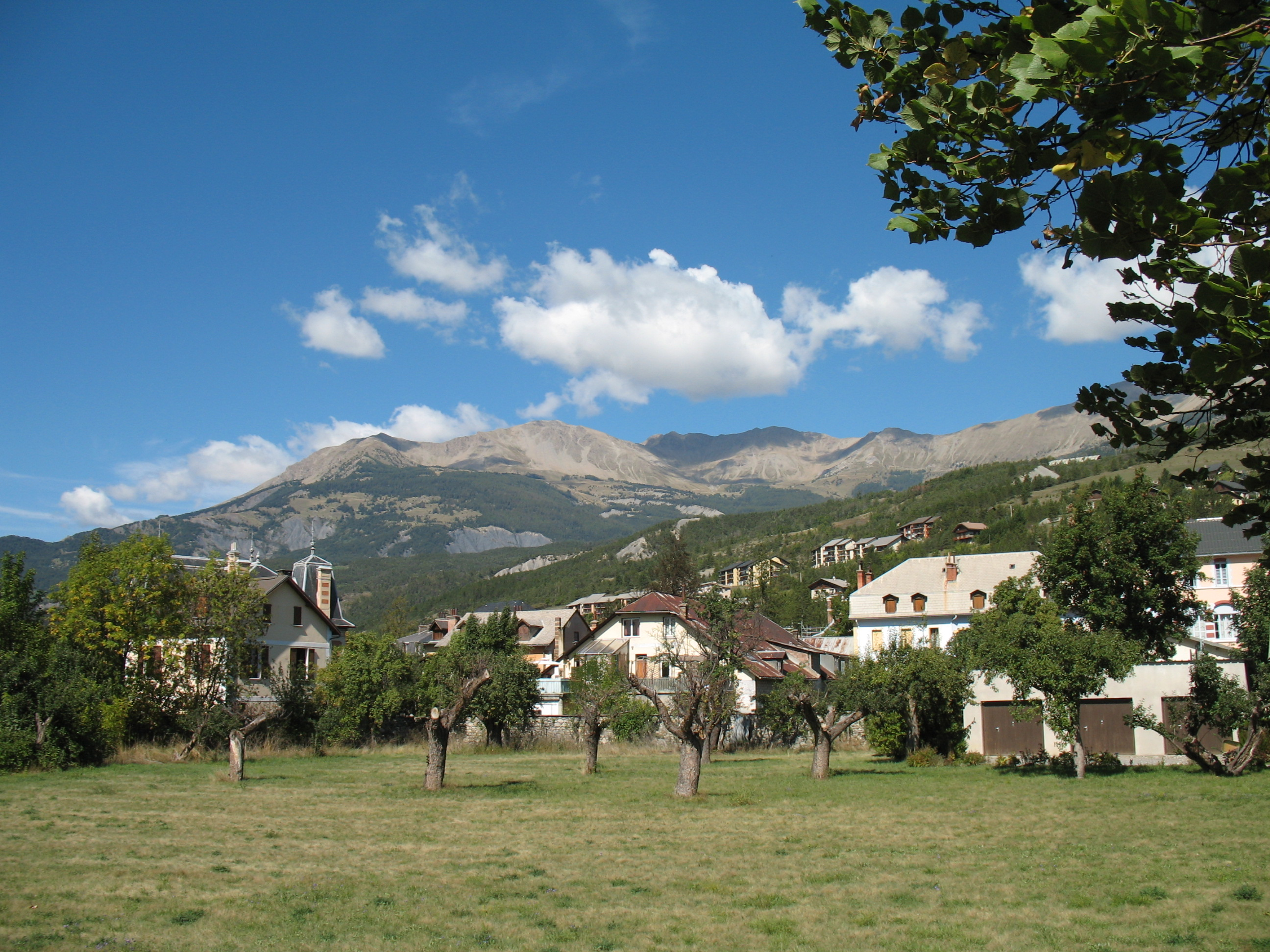
Barcelonette

Barcelonnette är en stad och kommun i det franska departementet Alpes-de-Haute-Provence och även huvudort i arrondissementet Barcelonette. Staden är belägen 1 133 meter över havet, vid floden Ubaye. Barcelonette grundlades 1231 av Raimond Berengar IV, greve av Provence, vars förfäder var från Barcelona. Kommunen hade 2 766 invånare år 2007.

## Befolkningsutveckling
Antalet invånare i kommunen Barcelonnette
| Referens: INSEE |